# إعلان الخدمة العامة

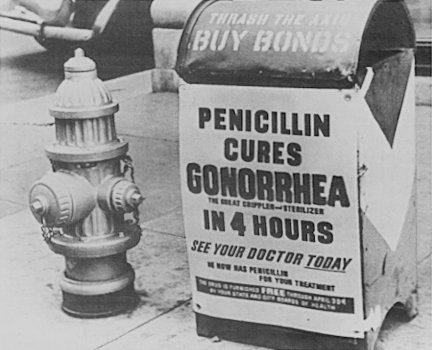

إعلان الخدمة العامة هو أحد الأشكال المهمة لإعلان العلاقات العامة والذي لا يستهدف الربح المادي بقدر ما يعد خدمة للجمهور، ويتبع في تخطيطه وأساليبه الإعلان التجاري، وإنما يختلف عنه في الهدف النهائي حيث يسعى الإعلان التجاري لتحقيق تبادل ينشأ عنه رضا مادي للطرفين (المعلن والجمهور)، بينما إعلان الخدمة العامة يسعى لتحقيق رضى معنوى للجمهور.
كما يحوز إعلان الخدمة العامة على امتيازات خاصة في وسائل الإعلام المختلفة (كنسبة الخصم على نشر أو بث الإعلان وفي بعض الحالات مجانية تصميم وتخطيط الإعلان) ويتم التفريق بينه وبين إعلان التوعية في أن إعلان الخدمة العامة يستهدف قيام الجمهور بفعل لصالح الغير، بينما إعلان التوعية يستهدف قيام الجمهور بفعل لصالح مصلحتهم الشخصية.